# Leptothorax jacobsoni
Leptothorax jacobsoni är en myrart som först beskrevs av Auguste-Henri Forel 1915.  Leptothorax jacobsoni ingår i släktet smalmyror, och familjen myror. Inga underarter finns listade i Catalogue of Life.